# Antoine François Poncet de La Cour de Maupas
Pour les articles homonymes, voir Maupas et Poncet.
Antoine François Poncet de la Cour de Maupas, né le 17 septembre 1750 à Chalon-sur-Saône (Saône-et-Loire), où il est mort le 7 juin 1825, est un général français de la Révolution et de l’Empire

## États de service
Fils de Louis Poncet, géomètre, et de Marguerite Philiberte Latour, il entre en service le 1er mai 1769, comme soldat au régiment de Cambresis, il devient successivement caporal et sergent, puis sous-lieutenant au régiment de Médoc-infanterie le 12 novembre 1771. En 1771 et 1772, il sert en Martinique, il est nommé lieutenant le 28 avril 1778, et il reçoit son brevet de capitaine en 1779 au régiment provincial d'artillerie à Besançon. En 1780 et 1781, il est aide de camp du général Falkenhayn aux sièges de Mahon et de Gibraltar, et le 13 juin 1783, il devient adjoint à l'état-major de l'amiral d'Estaing. Il passe major le 18 novembre 1787, et aide-maréchal général des logis le 2 décembre 1787. Il est fait chevalier de Saint-Louis le même jour. 
Il est nommé lieutenant-colonel le 11 juillet 1789, et le 1er mars 1791, il est employé dans la 5e division militaire. Il est nommé adjudant-général chef de brigade le 1er avril 1791. Il est promu général de brigade le 22 mai 1792, chef d’état-major à l’armée du Sud, puis le 13 avril 1792 à l’armée des Alpes. Le 15 mai 1793, il n’est pas inclus dans la réorganisation des états-majors, et il est mis en retraite le 30 août suivant.
Le 3 mars 1800, il est rappelé par Bonaparte, comme préfet du Jura, et il est fait chevalier de la Légion d’honneur le 14 juin 1804. Le 9 mars 1809, il retourne au service actif, et il prend le commandement de la 19e division militaire. Le 22 octobre 1811, il prend la tête du département du Rhône. Il est fait baron de l’Empire en janvier 1814, sans lettres patentes et sur promesse de constitution d'un majorat.
Lors de la première restauration, le roi Louis XVIII l’élève au grade d’officier de la Légion d’honneur le 14 février 1815. 
En mars 1815, Napoléon le charge du commandement du département de la Somme, puis de diriger la fortification de Paris. Il est admis à la retraite le 4 septembre 1816.
Il meurt le 7 juin 1825, à Chalon-sur-Saône. À sa mort, son neveu, Eugène (Jean Jacques Eugène) Poncet, fils de son frère Louis Poncet (Ingénieur en chef des États du Maconnais), obtient confirmation du titre de baron, titre ensuite transmis en 1839 à Arthur Poncet, fils du précédent.

## Décorations
- Légion d'honneur :
  -  Chevalier de la Légion d'honneur (14 juin 1804).
  -  Officier de la Légion d'honneur (14 février 1815).
- Chevalier de l'ordre royal et militaire de Saint-Louis (2 décembre 1787).

## Armes et titres
| Image | Armoiries |
| ----- | --- |
|       | Baron de l'empire par décret impérial du 2 janvier 1814, sans lettres patentes et sur promesse de constitution d'un majorat, chevalier de la Légion d'honneur. D'azur, à la fasce d'or, accompagnée en chef d'une épée haute en pal d'argent, et en pointe, d'une ancre du même |
|       | Baron de Maupas par lettres patentes du roi Louis XVIII du 19 avril 1817, officier de la légion d'honneur. |

## Autres fonctions
- Préfet du Jura du 2 mars 1800 à 1809.

## Sources
- (en) « Generals Who Served in the French Army during the Period 1789 - 1814: Eberle to Exelmans »
- Thierry Pouliquen, « Les généraux français et étrangers ayant servis [sic] dans la Grande Armée » (consulté le 8 octobre 2014)
- « Cote LH/2195/54 », base Léonore, ministère français de la Culture
- Etienne-Léon Baron de Lamothe-Langon, Biographie des préfets, depuis l'organisation des préfectures, 3 mars 1800, jusqu'à ce jour, Les marchands de nouveautés, 1826, 438 p. (lire en ligne), p. 354.
- Général Poncet de Lacourt, Baron du Maupas par Paul Jeannin-Naltet..  "Chroniques Chalonnaises " No 13; (1996-1997). Société d'Histoire de Chalon sur Saône.
- (pl) « Napoléon.org.pl »
- Georges Six, Dictionnaire biographique des généraux & amiraux français de la Révolution et de l'Empire (1792-1814), Paris : Librairie G. Saffroy, 1934, 2 vol., p. 323